# Hispania F110
El Hispania F110 es el monoplaza con el cual compitió en la temporada 2010 de Fórmula 1 el equipo Hispania Racing F1 Team. Fue pilotado por Karun Chandhok, Bruno Senna, Sakon Yamamoto y Christian Klien. 
El F110 fue un habitual en las últimas posiciones, tanto de clasificación como de carrera, siendo sus rivales principales los T127 de Lotus y VR-01 de Virgin.

## Presentación
El F110 se presentó el 4 de marzo de 2010, en el Auditorio Víctor Villegas de Murcia. La presentación consistió en un acto ante las cámaras en el que los pilotos Karun Chandhok y Bruno Senna descubrieron el monoplaza, al que se le había montado el neumático delantero derecho a contramarcha.
Dada la tardanza en su presentación, las primeras vueltas del automóvil se produjeron el viernes 12 de marzo de 2010, en la primera sesión de entrenamientos del Gran Premio de Baréin; semanas más tarde que los demás equipos que hicieron sus tests de pretemporada en febrero en Jerez. A pesar de todo, el equipo pidió un permiso especial a la FIA para tener un test propio antes de comenzar la temporada, que fue rechazado. 

## Chasis
El chasis del vehículo, en un principio, iba a ser nombrado como Campos Meta 1, pero debido a la falta de presupuesto para pagar a los constructores, Dallara, se retrasó su desarrollo y entrega. Así, el coche tuvo que ser finalmente presentado en marzo, por lo que se perdió la oportunidad de participar en las jornadas de pretemporada para terminar de desarrollar el vehículo. Tras ello, José Ramón Carabante consiguió financiar el pago, y a falta de dos semanas para el comienzo del mundial, presentó el coche en Murcia y fue enviado a Baréin. Este chasis se fabricaba a mano en las instalaciones que tiene Dallara en la ciudad italiana de Parma.
El vehículo portaba una motorización Cosworth, nombrada como CA2010, compartida con otras escuderías como Williams, Lotus y Virgin. La caja de cambios fue fabricada por Xtrac, con un total de siete relaciones, una marcha atrás y también era idéntica a la utilizada por Lotus. Tras su presentación, Gary Anderson describió el coche como "limpio y ordenado". Destacó el trabajado diseño de los pontones laterales, las entradas de aire, el morro en forma de "V" y el alerón delantero de triple plano. Craig Scarborough destacó el gran parecido de este F110 con respecto al Virgin VR-01 y al propio chasis de Dallara hecho para la IndyCar Series.
El acuerdo que el equipo firmó con Dallara para el desarrollo del monoplaza se rompió en mayo de 2010 de forma amistosa, quedando esta tarea en manos de la propia escudería y su equipo de ingenieros. Sin embargo, a lo largo de la temporada, por falta de presupuesto, el F110 apenas fue desarrollado, hasta el extremo de hacer uso de los mismos alerones de alta carga aerodinámica tanto en las calles de Mónaco como en las larguísimas rectas de Monza. La actualización más significativa fue un rediseño de los espejos, obligado por un cambio de normativa. Ben Agathangelou, jefe de aerodinámica, prometió a los pilotos una mejora de 60 puntos de aerodinámica para Barcelona; además de un lote de nuevas piezas traídas por Dallara para Mónaco, aunque ninguna de las promesas se cumplió.
Dado el breve espacio de tiempo entre la presentación y la puesta en escena, el equipo tuvo que recurrir en las primeras carreras a un sistema de frenado basado en discos de acero en lugar de los realizados en carbono que equipaban todas las demás escuderías, suponiendo esto una gran desventaja en cuanto al rendimiento general.

### Número de chasis
De este primer modelo, fabricado por Dallara en Italia, se fabricaron varios chasis. Todos ellos tienen un código distinto. He aquí la lista de estos códigos, con sus respectivos pilotos:
1. F110-01: Karun Chandhok
2. F110-02: Bruno Senna, Sakon Yamamoto[13]
3. F110-03: Karun Chandhok, Christian Klien[14]

## Pilotos
Los pilotos elegidos para conducir el F110 fueron inicialmente el brasileño Bruno Senna y el indio Karun Chandhok. Siendo los dos debutantes en la Formula 1, ya habían compartido escudería en categorías inferiores, habiendo dejado patente el compañerismo entre ambos. Por una parte, la elección de Bruno Senna puede tomarse como meramente comercial; Hispania se jactaba de no tener pilotos de pago, pero tener el apellido Senna en el equipo se veía como un imán para los patrocinios y una puerta de entrada al mercado brasileño. Por otra parte, Chandhok era un protegido del mandamás de la categoría Bernie Ecclestone, que veía en él la manera de acceder al incipiente mercado indio, con vistas a la próxima llegada del Gran Premio de la India.
En abril de 2010, la dirección del equipo decidió contar con los servicios del nipón Sakon Yamamoto como piloto de pruebas y reserva, a partir de China, con la previsión de que participara en algunas sesiones de prácticas libres. Un mes más tarde, también se anunció la contratación del austriaco Christian Klien como probador, también para subirse al monoplaza en diferentes sesiones de entrenamientos.
Sin embargo, Yamamoto reemplazó al piloto brasileño para la carrera de Silverstone, tras lo que se planteó para sustituir al indio hasta final de temporada, respaldado por la aportación económica de sus patrocinadores. Posteriormente, Klien sustituyó a Yamamoto en el Gran Premio de Singapur debido a una indisposición, ocupando también el mismo asiento para las dos últimas carreras de la temporada.

## Proveedores técnicos
Aparte del ya nombrado suministrador del chasis, Dallara, el F110 se compone de piezas de distintos fabricantes:
- Amortiguadores: Sachs
- Caja de cambios: Xtrac
- Embrague: Sachs
- Sistemas de frenado: Brembo
- Refrigeración: Marston
- Instrumentación: MES
- Cinturones de seguridad: Sabelt
- Llantas: OZ Racing
- Batería: Yuasa
- Combustible: BP

## Fiabilidad
El F110 ha mostrado ciertos problemas con respecto a la fiabilidad del sistema hidráulico, que ha fallado repetidas veces a ambos pilotos en las carreras disputadas. En otras carreras, como la de Turquía, ambos coches en carrera sufrieron el mismo problema con el sistema de suministro de combustible, que les dejaba fuera de la competición.
A pesar de todo, el jefe de equipo Colin Kolles describió a su F110 como el más fiable de entre los coches de los tres nuevos equipos.

## Decoración
El chasis del F110 fue decorado de color gris oscuro, con una banda de color blanco flanqueada por la bandera de España a cada lado. El alerón trasero también es de color blanco culminado de nuevo con la bandera de España. La parte superior del alerón delantero es de color rojo.
Los patrocinadores tienen su tipografía sobre el coche en color blanco, negro o rojo. En los pontones laterales, a falta de grandes patrocinadores, se ha escrito el nombre de pila del piloto. Los principales patrocinadores son Embratel, Banco Cruzeiro do Sul y Región de Murcia; aparte de los suministradores técnicos Bridgestone, OZ Racing y Cosworth.
Ha habido patrocinadores que han durado una sola carrera. Para el GP de China, la página web local fcaca.com llegó a un acuerdo con el equipo para exhibir sus logotipos en el chasis del F110 en los laterales del cockpit.
Para la primera carrera en España del año, la decoración del chasis varió ligeramente. Las franjas blancas que recorrían los laterales del coche y que confluían en el morro, se han cambiado por unas franjas con los colores de la bandera de España, y el alerón trasero pasó a estar pintado del mismo color gris del resto de la carrocería. El equipo tiene una nueva pegatina de la empresa que confecciona la línea de ropa del equipo Black Button.
En la carrera de Montreal, además, se añadió el logotipo y el nombre de la escudería al alerón trasero, con tipografía de color rojo.
En la carrera de Silverstone, cuenta con cuatro nuevos patrocinadores Jaypee Group, Panda, Motta Barlassina y Ermis Insurance para el resto de temporada, además hubo un mensaje de apoyo a la Selección española de fútbol por la final de la Copa Mundial de Fútbol de 2010.
En la carrera de Budapest hay un nuevo patrocinador Telewire pero solo para esta carrera.
En la carrera de Spa-Francorchamps se suma un nuevo patrocinador Logo Inn y también para Monza.
En la Carrera de Monza se sumaron nuevos patrocinadores Croft Holdings Lts Dubái, Bruno Presezzi spa y Tavelli costruzione Stampi, el coche de Hispania Racing Team ahora luce con patrocinadores, lo que predecir el buen momento económico que está pasando.
En la Carrera de Singapur se suma un nuevo patrocinador Upsynth, traído por Klien.
En la Carrera de Abu Dabi se suman dos nuevos patrocinadores Enzo-Hotels y Global Union High traídos por Klien.

## Debut
Dada su tardía presentación, el equipo no pudo realizar ni un shakedown, y debutó directamente en los entrenamientos del viernes del Gran Premio de Baréin de 2010. Dichas sesiones de entrenamientos tan sólo sirvieron para comprobar el buen funcionamiento del chasis F110-02 de Bruno Senna, que completó un total de 20 vueltas.
En la sesión de entrenamientos del sábado, el sobrino de Ayrton Senna volvió a salir a pista, dando 11 vueltas al trazado de Sakhir, y quedándose a 2,748 segundos del siguiente clasificado, Jarno Trulli. Karun Chandhok tampoco salió en esta ocasión.
En la sesión de clasificación, que dominó Sebastian Vettel, ambos coches del equipo quedaron últimos quedando por delante el piloto brasileño, a casi 10 segundos del tiempo más rápido; y a más de 11 segundos del mejor crono el piloto indio.
Ya en la carrera, ninguno de los dos coches acabaron la carrera; después de salir desde el pit lane por haber cambiado la configuración del coche, buscando más fiabilidad. Karun Chandhok cometió un error de conducción en la segunda vuelta y rompió su alerón delantero. Bruno Senna tuvo que retirarse en la vuelta 19 debido a la rotura del sistema de refrigeración de su propulsor Cosworth. Al brasileño le dio tiempo a realizar una parada en boxes para cambiar sus neumáticos, bastante lenta por problemas con su embrague.
A pesar de todo, el Hispania F110 demostró ser un vehículo muy rápido, pues su velocidad punta era la mayor de todos los coches equipados con el mismo motor, excepto por el de Nico Hülkenberg.
En Australia, Hispania volvió a tener problemas mecánicos, pero los miembros del equipo tuvieron la alegría de poner finalizar la carrera con Karun Chandhok, 14.º clasificado a 5 vueltas del vencedor. Luego, en Malasia, consiguieron acabar la carrera con ambos coches.
Después de un bajón en las siguientes carreras, en Turquía los Hispania vuelven a sorprender con Bruno Senna por delante de los Virgin hasta que un problema con el sistema de combustible les dejó fuera de carrera.

## Resultados
(Clave) (negrita indica pole position) (cursiva indica vuelta rápida)
| Año  | Motor                  | Neu. | N.º | Pilotos         | 1   | 2   | 3   | 4   | 5   | 6   | 7   | 8   | 9   | 10  | 11  | 12  | 13  | 14  | 15  | 16  | 17  | 18  | 19  | Puntos | Pos.  |
| ---- | ---------------------- | ---- | --- | --------------- | --- | --- | --- | --- | --- | --- | --- | --- | --- | --- | --- | --- | --- | --- | --- | --- | --- | --- | --- | ------ | ----- |
| 2010 | Cosworth CA2010 2.4 V8 | B    |     |                 | BHR | AUS | MYS | CHN | ESP | MON | TUR | CAN | EUR | GBR | GER | HUN | BEL | ITA | SIN | JPN | RCO | BRA | ABU | 0      | 11.º† |
| 2010 | Cosworth CA2010 2.4 V8 | B    | 20  | Karun Chandhok  | Ret | 14  | 15  | 17  | Ret | 14≠ | 20≠ | 18  | 18  | 19  |     |     |     |     |     |     |     |     |     | 0      | 11.º† |
| 2010 | Cosworth CA2010 2.4 V8 | B    | 20  | Christian Klien |     |     |     |     |     |     |     |     |     |     |     |     |     |     | Ret |     |     | 22  | 20  | 0      | 11.º† |
| 2010 | Cosworth CA2010 2.4 V8 | B    | 20  | Sakon Yamamoto  |     |     |     |     |     |     |     |     |     |     | Ret | 19  | 20  | 19  |     | 16  | 15  |     |     | 0      | 11.º† |
| 2010 | Cosworth CA2010 2.4 V8 | B    | 21  | Sakon Yamamoto  |     |     |     |     |     |     |     |     |     | 20  |     |     |     |     |     |     |     |     |     | 0      | 11.º† |
| 2010 | Cosworth CA2010 2.4 V8 | B    | 21  | Bruno Senna     | Ret | Ret | 16  | 16  | Ret | Ret | Ret | Ret | 20  |     | 19  | 17  | Ret | Ret | Ret | 15  | 14  | 21  | 19  | 0      | 11.º† |

- ≠ El piloto no acabó el Gran Premio, pero se clasificó al completar el 90% de la distancia total.
- † A igualdad de puntos a final de temporada, Team Lotus acabó en la décima posición de constructores por su decimosegundo puesto en Suzuka, Hispania terminó la temporada como decimoprimera escudería por tres decimocuartos puestos frente a los dos conseguidos por Virgin.

## Otros pilotos
Además de los pilotos oficiales, Pastor Maldonado, Josef Král y Davide Valsecchi tuvieron la oportunidad de ponerse a los mandos del F110 en las pruebas para jóvenes pilotos de final de temporada tras la celebración de la última carrera.

## Legado
Los monoplazas supervivientes y todo el utillaje relacionado fue vendido a Teo Martín, quien lo adquirió por un precio simbólico.